# 广州医科大学附属口腔医院
广州医科大学附属口腔医院（广州医科大学羊城医院）是一座三级甲等口腔医院，位于中华人民共和国广东省广州市。

## 历史
1950年，广铁集团羊城铁路总公司广州医院正式成立。2004年，广铁集团羊城铁路总公司广州医院的运营权移交给广州医学院，并更名为“广州医学院羊城医院”，并于2007年1月增挂“广州医学院口腔医院”的名称，2012年3月8日启用新大楼，2013年因广州医学院更名为“广州医科大学”而改为现名。2022年2月6日，广州医科大学附属口腔医院被评为“三级甲等口腔医院”，并于2022年2月28日悬挂相关牌匾。

## 院区分布
广州医科大学附属口腔医院设有越秀、荔湾、黄埔三个院区，东晓南、客村两个门诊部。
- 越秀院区（总院）：广州市越秀区六榕街道东风西路195号（广州医科大学越秀校区南侧）
- 荔湾院区：广州市荔湾区多宝街道黄沙大道39号、59号
- 黄埔院区[10]（规划中）：广州市黄埔区联和街道广汕公路
- 东晓南门诊部：广州市海珠区瑞宝街道文华街110号
- 客村门诊部[11]（在建）：广州市海珠区赤岗街道艺苑路47号南丽苑一楼、二楼（原广州市文化馆海珠分馆）